# Four Winds
Four Winds är en EP med den amerikanska indierock-gruppen Bright Eyes. Titelspåret er första singeln från albumet Cassadaga. På låten "Smoke Without Fire" uppträder också M. Ward. Ben Kweller uppträder på låten "Stray Dog Freedom". EP:n lanserades 6 mars 2007. Även om recensionerna var något blandade, utsågs titelspåret till femte bästa låten 2007 av musiktidningen Rolling Stone.

## Låtlista
1. "Four Winds" – 4:16
2. "Reinvent the Wheel" – 3:33
3. "Smoke Without Fire" (Conor Oberst / M. Ward) – 4:59
4. "Stray Dog Freedom" – 5:14
5. "Cartoon Blues" – 3:54
6. "Tourist Trap" – 5:44

(Alla låtar skrivna av Conor Oberst där inget annat angetts)

## Medverkande
Bright Eyes
- Conor Oberst – gitarr, sång
- Mike Mogis – gitarr, mandolin, banjo, basgitarr, steelgitarr, dobro, percussion
- Nate Walcott – orgel, piano, flygelhorn

Bidragande musiker
- Dan McCarthy – basgitarr
- Jason Boesel – trummor
- Anton Patzner – violin
- Maria Taylor – sång, trummor
- Andy LeMaster – sång
- M. Ward – gitarr, munspel, baryton, sång
- Janet Weiss – trummor, sång
- Stacy DuPree – sång
- Sherri DuPree – sång
- Z Berg – sång
- Rachael Yamagata – sång
- Mike Coykendall – autoharpa, gitarr
- Ben Kweller – piano, sång
- David Rawlings – gitarr
- Tim Luntzel – basgitarr
- Rob Hawkins – sång
- Clint Wheeler – percussion (cowboystövlar)
- Barney Crawford – sång